# How Low
How Low is een single uit 2009 van Ludacris. Het nummer was voor het eerst te horen op de BET Hip Hop Awards in Atlanta op 27 oktober 2009 tijdens een medley van Lil Scrappy.

## Tracklist
- 'How Low' (clean) - 3:29
- 'How Low' (dirty) - 3:29